# Botrychium pseudopinnatum
Botrychium pseudopinnatum är en låsbräkenväxtart som beskrevs av Wagner. Botrychium pseudopinnatum ingår i släktet låsbräknar, och familjen låsbräkenväxter. Inga underarter finns listade i Catalogue of Life.